# Épagneul de Saint Usuge
Epagneul de Saint Usuge er en hunderace fra Frankrig. Det er en stående jagthund af spanieltypen, den ligner en kleiner Münsterländer. Typen stammer fra landskabet Bresse mellem floderne Saône og Loire og Jurabjergene i det østlige Frankrig. Racen er opkaldt efter sted, Saint-Usuge.